# Czarny świt (singel)
Czarny świt – singel Ani Karwan, wydany 25 stycznia 2019 i promujący album Ania Karwan.

## Geneza utworu i historia wydania
Tekst do utworu przy współpracy z wokalistką napisała Karolina Kozak, a muzykę wraz z wokalistką skomponowali Bogdan Kondracki oraz Tomasz Świerk. Za mastering utworu odpowiadał Piotr Łukaszewski z Custom34 Studio. Piosenka opowiada o kochającej się parze, której sama miłość może jednak nie wystarczyć. Wokalistka powiedziała, iż to najtrudniejszy utwór, jaki przyszło jej zaśpiewać, dodając:

Czasem wiara i walka okazują się niewystarczające, by coś czego pragniesz trwało. Wtedy bardzo ciężko jest pogodzić się ze stratą i uniknąć obwiniania siebie. Nagrywając „Czarny świt” targały mną bardzo silne emocje. Trudno było przez nie przebrnąć bez poruszenia najczulszych strun. Rozstanie z człowiekiem którego kochasz nigdy nie jest łatwe. Nagranie tej piosenki to była prawdziwa walka, którą toczyłam przede wszystkim z samą sobą.

Singel ukazał się nakładem wytwórni 2trackrecords w formacie promo oraz digital download 25 stycznia 2019 na terenie Polski. Dzień wcześniej miał swoją radiową premierę w programie Poplista plus radia RMF FM. 15 lutego 2019 utwór został zaprezentowany telewidzom stacji TVN w programie Dzień dobry TVN. 28 maja 2019 singel w wersji akustycznej został wykonany na żywo w ramach cyklu recitali Poplista Live Sessions radia RMF FM.
W sierpniu 2021 nagranie uzyskało certyfikat złotej płyty.

## Teledysk
Do piosenki powstał teledysk w wersji master shot – nakręcony w jednym ujęciu, za którego reżyserię i realizację odpowiadał Marek Straszewski.

## Lista utworów
Opracowano na podstawie materiału źródłowego.
1. „Czarny świt” – 3:55

## Notowania
Utwór notowany był na 16. miejscu Szczecińskiej Listy Przebojów Radia Szczecin.
| Kraj   | Notowanie (2019)            | Rozgłośnia radiowa | Pozycja |
| ------ | --------------------------- | ------------------ | ------- |
| Polska | Szczecińska Lista Przebojów | Radio Szczecin     | 16      |